# Große Synagoge (Erfurt)

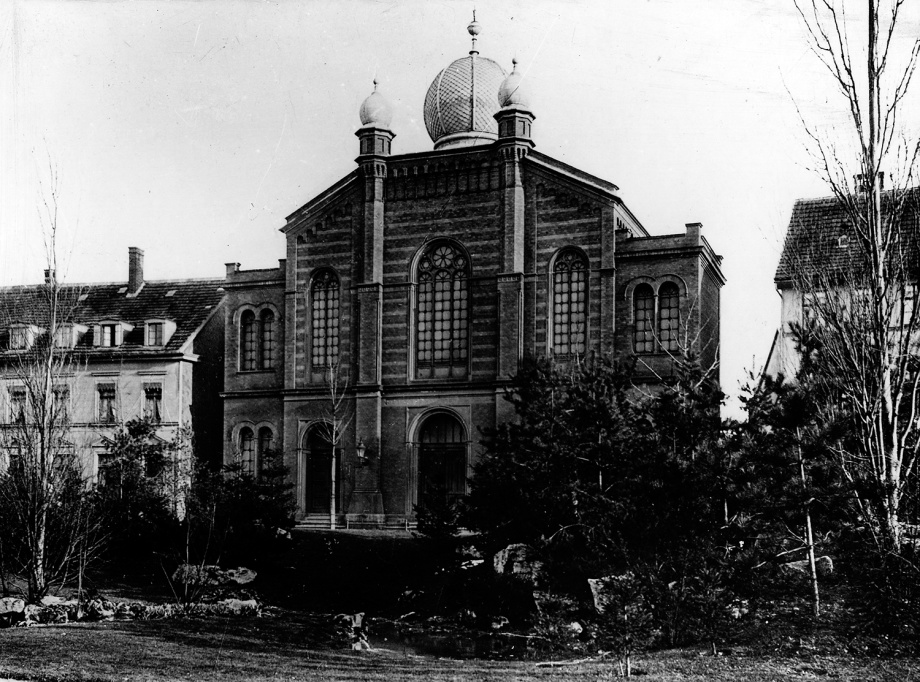
Große Synagoge Erfurt

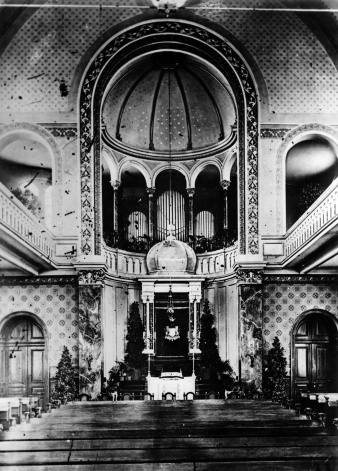
Große Synagoge Erfurt

Die Große Synagoge war eine Synagoge in der thüringischen Landeshauptstadt Erfurt. 

## Geschichte
Mit dem Beginn der Franzosenzeit in Erfurt ab 1806 konnten sich wieder Juden in der Stadt ansiedeln. Die jüdische Gemeinde errichtete zunächst 1840 die Kleine Synagoge hinter dem Rathaus in der Altstadt, die jedoch, nachdem die Gemeinde in der zweiten Hälfte des 19. Jahrhunderts rasch anwuchs, zu klein wurde.
Deshalb erwarb die Gemeinde ein Grundstück am heutigen Juri-Gagarin-Ring (damalige Adresse: Kartäuserring 14), auf dem sie zwischen 1882 und 1884 die Große Synagoge, einen historistischen Kuppelbau, errichten ließ. Geplant wurde das Bauwerk, das 500 Gläubigen Platz bot, von dem Frankfurter Architekten Siegfried Kusnitzky, der zuvor die viel beachtete Börneplatzsynagoge in Frankfurt erbaut hatte. Eingeweiht wurde die Synagoge im Herbst 1884 von den Rabbinern Theodor Kroner und Karo. Der Einweihung waren heftige Auseinandersetzungen um den Einbau einer Orgel vorausgegangen, worauf sich ein Teil der bisherigen Gemeinde abspaltete und gesonderte Gottesdienste außerhalb der „Reformsynagoge“ einrichtete. 
In den folgenden Jahrzehnten diente sie der Gemeinde als Gebetsstätte. Schon in den 1920er Jahren gab es Berichte über Schändungen der Synagoge. Im November 1938 wurde die Große Synagoge bei der Reichspogromnacht zerstört.
In den Jahren 1951/52 entstand auf dem Gelände – neben der Synagoge in Halle/Saale einer von nur zwei Synagogenneubauen der DDR – die Neue Synagoge nach Plänen von Willy Nöckel.
Seit dem Jahr 2021 ist ein 3D-Modell der Großen Synagoge mittels VR-Brille begehbar. Der Dienst wird u. a. in der Neuen Synagoge angeboten.